# Орелиен Чуамени
Орелиен Джани Чуамени (на френски: Aurélien Djani Tchouaméni) е френски професионален футболист, който играе като дефанзивен полузащитник за Реал Мадрид и националния отбор на Франция.

## Биография
Чуамени е роден в Руан, но израства в Бордо. Също така е от камерунски произход.

## Клубна кариера

### Бордо
Чуамени дебютира за първия отбор на Бордо при гостуването и победата с 1:0 в Лига Европа над латвийския Вентспилс във втория квалификационен кръг турнира на 26 юли 2018 г., като започва мача титуляр и играе до 89 минути. Той отбеляза първия си гол в клубната си кариера на 9 август, отбелязвайки последния гол при победата с 3:1 като гост в Лига Европа над украинския отбор Мариупол.

### Монако
На 29 януари 2020 г. Чуамени подписва 4 годишен договор с Монако от Лига 1. След около година игра за своя нов отбор, той най-накрая отбелязва първия си гол за първенството на Франция, отбелязвайки втория гол при домакинската победа с 3:1 срещу Марсилия на 23 януари 2021 година.

### Реал Мадрид
На 11 юни 2022 г. официалният сайт на Реал Мадрид съобщава, че са постигнали споразумение с Чуамени и той ще бъде играч на испанския отбор с договор за 6 години. Сумата по сделката не е съобщена, но според повечето източници тя е в размер на 80 млн. евро и 20 млн. във формата на различни бонуси в клаузата към настоящият му договор.

## Национален отбор
На 26 август 2021 г. получи първото си повикване за мъжкия отбор на националния отбор на Франция. На 1 септември той прави своя дебют в мач от квалификациите за световното първенство по футбол през 2022 г. срещу Босна и Херцеговина при равенството 1:1, заменяйки Тома Льомар в 46-ата минута. На 25 март 2022 г. Чуамени отбеляза първия си гол за националния отбор в приятелска среща срещу Кот д'Ивоар при победата с 2:1, а неговият гол донася победата в 93 минута.

## Успехи

### Национален отбор
- Лига на нациите на УЕФА – 2020/21

### Лични
- Млад играч на годината в Лига 1 – 2020/21[13]
- Отбор на годината в Лига 1 – 2020/21, 2021/22